# خلیج بریستول

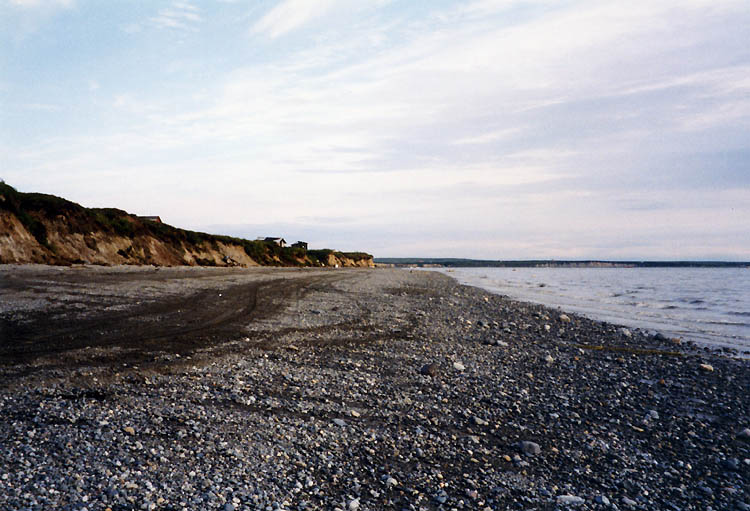
کرانه، خلیج بریستول نزدیک ناکنِک.

خلیج بریستول (به انگلیسی: Bristol Bay، به زبان یوپیک مرکزی: لیلگایاق) نام خلیجی در اقیانوس آرام شمالی است.
این خلیج خاوری‌ترین بازوی دریای برینگ است.
چندین رودخانه به این خلیج می‌ریزند از جمله سیندِر، ایگوشیک، کِویچاک، مِشیک، نوشاگاک، ناکْنِک، توگیاک و اوگاشیک.